# Познанка Первая
Познанка Первая (укр. Познанка Перша) — село, относится к Подольский район Одесской области Украины.
Население по переписи 2001 года составляло 603 человека. Почтовый индекс — 66511. Телефонный код — 4864. Занимает площадь 0,99 км². Код КОАТУУ — 5123383601.

## Местный совет
66511, Одесская обл., Любашёвский р-н, с. Познанка Первая